# Allium exaltatum
Allium exaltatum ist eine Pflanzenart aus der Gattung Lauch (Allium) in der Unterfamilie der Lauchgewächse (Allioideae). Es handelt sich um einen zwiebelbildenden Geophyt, der endemisch auf Zypern vorkommt.

## Systematik
Allium exaltatum wurde erstmals 1983 von Robert Desmond Meikle als Unterart von Allium paniculatum beschrieben (als Allium paniculatum subsp. exaltatum). Das Holotypus-Exemplar (das als Typusexemplar festgelegte Einzelstück) wurde am 25. Juli 1937 von einem Sammler namens Kennedy (Exemplar-Nr. 181) in Xerokolymbos, südwestlich des Khionistra-Gebirges auf Zypern, in einer Höhe von 1500 Metern gesammelt und befindet sich heute in den Royal Botanic Gardens in Kew.
Nach umfassenden zytotaxonomischen Untersuchungen von Brullo, Pavone, Salmeri und Venora im Jahr 2004 wurde die Pflanze in den Rang einer eigenständigen Art erhoben. Diese Neubewertung beruhte auf ihrer deutlich unterscheidbaren Morphologie, Chromosomenmerkmalen und geographischen Isolation. Die Art gehört zur Gattung Allium innerhalb der Familie der Alliaceae und wird innerhalb der Sektion Codonoprasum eingeordnet, die durch bestimmte florale und vegetative Merkmale charakterisiert ist.

## Merkmale
Allium exaltatum wächst aus einer eiförmigen Zwiebel mit einer Länge von 1,3–2 cm und einer Breite von 0,8–1,2 cm. Die äußeren Zwiebelschichten sind bräunlich, die inneren durchsichtig. Der schlanke, aufrechte Stängel wird 20–50 cm hoch, wobei das untere Drittel bis die Hälfte von Blattscheiden umhüllt ist. Die Pflanze besitzt typischerweise vier glatte, hohle, halbzylindrische Blätter, die bis zu 35 cm lang und 2–2,5 mm breit werden können.
Der Blütenstand ist halbkugelig und relativ kompakt, umfasst 15–40 Blüten und hat einen Durchmesser von 1,3–2,8 cm. Zwei ungleich große schützende Hüllblätter (Spatha) umgeben den Blütenstand: das größere misst 15–30 mm mit sieben Blattadern, das kleinere 12–15 mm mit drei bis fünf Adern. Die Blütenstiele sind annähernd gleich lang und messen 7–12 mm.
Die glockenförmigen Blüten besitzen gelblich-weiße Blütenblätter (Tepalen) mit purpur-brauner Tönung. Diese sind länglich-elliptisch mit abgerundeter Spitze und messen 5–5,5 mm in der Länge und 2,4–2,8 mm in der Breite. Die Staubblätter sind gleich lang oder etwas länger als die Tepalen. Die Staubfäden sind weiß und einfach gebaut, die elliptischen Staubbeutel strohfarben und mit einer kleinen Spitze versehen. Der grüne, leicht gefurchte Fruchtknoten entwickelt sich zu einer nahezu kugeligen Samenkapsel mit drei Fächern.
Genetisch ist Allium exaltatum hexaploid, d. h. es besitzt sechs Chromosomensätze (2n = 48), was innerhalb seiner taxonomischen Sektion ungewöhnlich ist. Forschungen deuten darauf hin, dass die Art durch Allopolyploidie entstanden ist – ein Prozess, bei dem eine Hybridisierung zwischen Arten durch eine anschließende Chromosomenverdopplung gefolgt wird. Der Querschnitt der Blätter zeigt eine halbzylindrische Struktur mit verstreut angeordneten Rippen, einer gut entwickelten äußeren Schutzschicht (Cuticula) und Spaltöffnungen auf der gesamten Oberfläche.